# 津田市正
津田 市正（つだ いちまさ、1901年（明治34年）7月25日 - 没年不明）は、鳥取県鳥取市出身の法学者。専攻分野は法哲学。法学博士。津田短期大学（1982年廃止）の学長・明治学院大学の教授も歴任した。著作も多数ある。

## 主な著作
- 『法の理念と法律の理想』 （1983年）
- 『法哲学体系〈第3〉法存在と法科学』（1982年）
- 『法学汎論』（1981年）
- 『実存弁証法的論理学』（1980年）
- 『法哲学体系〈第1〉』（1980年）
- 『法哲学序説』（1979年）
- 『実存弁証法的論理学』（1975年）
- 『法哲学体系〈第3〉法存在と法科学』（1979年）
- 『実存弁証法的論理学』（1972年）
- 『法学汎論』（1970年）
- 『法哲学序説』（1973年）ほか